# Finley
Finley (вимовляється «Фінлей») - італійський рок-гурт, утворений в 2002 році. Гурт був названий на честь Майкла Фінлі, який є американським професійним баскетболістом в НБА (National Basketball Association).

## Склад гурту
- Marco Pedretti - вокал.
- Carmino Ruggiero - гітара.
- Ivan Moro - бас-гітара.
- Danilo Calvio - ударні.

## Finley
Finley - італійська поп-панк гурт, заснований в 2000 році в Мілані і складається з 4 хлопців, вихідців з Legnano, містечка поблизу Мілана. Група взяла ім'я Michael Finley, зірки баскетболу з NBA. Хоча учасники групи стверджували, що це був відповідний по звучанню варіант, навіть без прив'язки до баскетболу.
Початком кар'єри Finley можна вважати спільні виступи Danilo Calvio (Dani) з Carmine Ruggiero (Ka) в одному з кафе Legnano, і музичні досліди Stefano Mantegazza (Ste) і Marco Pedretti (Pedro), які були знайомі з самого дитинства. У 2000 Dani, Ka і Pedro познайомилися, навчаючись в Університеті на випускному курсі, а Ste був пізніше запрошений в колектив Pedro.
У 2002 році ця четвірка і утворила групу Finley і почала своє сходження з участі конкурсах, фестивалях, прослуховувань і розігріву. У 2004 році вони записали малобюджетний кліп «Make up your own mind». У 2005 з Finley став співпрацювати продюсер Claudio Cecchetto, який і допоміг їм записати дебютний сингл «Tutto è possibile» (італійська версія «Make up your own mind»). Однойменний альбом був випущено 31 березня 2006 року А травні група при співробітництві з Mondo Marcio записала «Dentro alla scatola».
У червні 2006 Finley виступили на концерті-відкритті першого дня фестивалю «Heinelen Jammin 'Festival 2006». Серед запрошених зірок були так само і Depeche Mode. Одночасно з цим Finley записали свій другий сингл «Diventerai una star» і брали участь в літніх етапах Festivalbar, отримавши пропозицію виступити у фінальному концерті, що проходив на Arena di Verona.
У вересні того ж року Finley записали «Sole di Settembre» як CD-сингл з відео. До цього часу вони вже удостоїлися нагороди Premio Videoclip Italiano 2006 у категорії «Початківці», і в листопаді були відзначені на MTV Europe Music Awards як Best Italian Act.
Після кількох місяців тиші, 14 квітня 2007 Finley взяли участь в TRL Awards 2007, представивши нову пісню «Niente da perdere». 1 червня вийшов сингл «Adrenalina», а кліп знятий на пісню з'явився 11 червня. Другий альбом «Adrenalina» вийшов 15 червня.
Новий тур «Adrenalina Tour» включав багато країн і майданчики Європи, серед яких був фестиваль Rock Am Ring в Німеччині. Для відкриття італійської версії Nickelodeon, 1 грудня 2007 року Finley записали пісню «Questo sono io», з якою і виступили на Kids 'Choice Awards 2007. За цю композицію група отримала 2 премії: Краща італійська група і Хіт року (Adrenalina)
Finley взяла участь у фестивалі Sanremo 2008 за піснею «Ricordi», яка дозволила їм піднятися до 5-го місця. Пісня була взята з нового альбому, який вийшов 29 лютого 2008: «Adrenalina 2». Новий диск був доповнений англійськими версіями пісень, а також кавери і концертними записами.
У жовтні 2008 їх вдруге нагородили як Best italian act на MTV Europe Music Awards в Ліперпуле; Finley - єдина італійська група разом з Subsonica, які отримали цю премію двічі. Вони залишилися в кроці від тріумфу в катергорії Europe's Favourite Act.
16 травня 2009 року вони випустили з нагоди TRL Awards нову пісню «La mia notte». 20 листопада вийшов ЕР Band at Work, що містить «La mia notte» і сингл «Gruppo Randa», а також ще 4 пісні.
Слідом за ЕР 20 березня вийшов альбом «Fuori!», Що містить пісні з ЕР і ще 8 раніше невиданих пісень, альбом дебютував на 8 місці в італійській класифікації. Одночасно вийшов і однойменний сингл. У червні 2010 бассист Ste залишив групу з причин особистого характеру, його замінив Daniele Persoglio.
У 2012 році в групу прийшов новий бассист Іван Моро (Ivan Moro). Разом з ним почався запис нового альбому "Fuoco e Fiamme", але вже не з їх продюсером, який був з хлопцями з самого освіти групи, а під власним брендом "Gruppo Randa". Альбом виходить в липні 2012 роки і займає одне з топових місць в італійських хіт-парадах. Альбом складається з 12 основних композицій і однієї бонусної "Olympia" написаної спеціально як саудтрек для команди Італії на Олімпійських іграх в Лондоні.
Кліп "Fuego" з цього альбому отримав перший приз "Кращий кліп" в конкурсі "Primo Videoclip Independente" за кращу режисуру. Всього випущено 5 кліпів до цього альбому.
5го грудня 2012 року виходить другий !!! альбом за рік Sempre solo noi. Цей альбом хлопці випускають в якості подарунка на свій ювілей (десятиліття). Бонусом до альбому, що складається з 7 нових композицій, йде постер що складається з фотографій фанатів, які відгукнулися на заклик надіслати свої фото.
Найближчим часом (квітень 2013) виходить новий кліп. Написали саунтрек до мультсеріалу Legends Of Chima, а в 2017 виходить альбом Armstrong.

## Факти
Багато пісень групи Linkin Park з альбому «Minutes to Midnight» зроблені в стилі цієї групи.
У 2006 році, група виграла "Best Italian Act" на MTV Europe Music Awards 2006 в Копенгагені.
Finley були на гастролях майже безперервно протягом 2006 року, виконуючи протягом року більш ніж 100 концертів по всій Італії.
У 2010 році, вони втрачають одного з членів групи (Stefano Mantegazza), який залишив групу без будь-яких пояснень. Він був замінений іншим бас-гітаристом (Daniele Persoglio).

## Саундтреки
Run Away - The Sims 2: Pets (2006)
Questo Sono Io - Nickelodeon (2007)
Drops Of Time - Naruto (2008)
Per la vita che verrà - Champ Rock 2 : The Final Jam (2010)
Carnevale - Rio (2011)
Olympia - Olympic Games (2012)
Und 11C - Und 11C (2012)
Unleash The Power - Legends Of Chima (2013-2014) 
Horizon - Legends Of Chima (2013-2014) 
Day Of Glory - Legends Of Chima (2015)

## Дискографія

### Альбоми
- 2004 - Make Up Your Own Mind (Demo)
- 2006 - Tutto è possible
- 2007 - Adrenalina
- 2008 - Adrenalina 2
- 2009 - Band at Work (EP)
- 2010 - Fuori!
- 2012 - Fuoco e fiamme
- 2013 - Legends Of Chima (EP)
- 2017 - Armstrong

### Сингли
- 2005 - Tutto è possible
- 2006 - Diventerai una star
- 2007 - Dentro alla scatola (feat. Mondo Marcio)
- 2007 - Adrenalina
- 2007 - Domani
- 2007 - Niente da perdere
- 2007 - Questo sono io
- 2008 - Ricordi
- 2008 - Your hero (feat. Belinda)
- 2009 - La mia notte
- 2009 - Gruppo Randa
- 2010 - Fuori!
- 2010 - Il tempo di un minuto
- 2010 - Un'altra come te
- 2010 - Per la vita che verrà
- 2010 - Il mondo che non c'è

## Нагороди та премії
- 2006 - MTV Europe Music Awards Copenaghen - Перемога: "Best Italian Act"
- 2007 - Italian TRL Awards - Перемога: "Italian Do It Better"
- 2007 - Italian TRL Awards - Перемога: "Best Lacrima Awards"
- 2007 - Italian TRL Awards - Перемога: "Best Number One Of The Year"
- 2007 - Kids 'Choice Awards Italy - Перемога: "Best Italian Band"
- 2007 - Kids 'Choice Awards Italy - Перемога: "Tormentone Dell'Anno" за пісню "Adrenalina"
- 2008 - Venice Music Awards - Перемога: "Best Band"
- 2008 - Italian TRL Awards - Перемога: "Best Riempipiazza"
- 2008 - MTV Europe Music Awards Liverpool - Перемога: "Best Italian Act"
- 2008 - Kids 'Choice Awards Italy - Перемога: "Best Band"